# Albin Mbougha-Nze
Albin Mbougha-Nze (ur. 6 września 1971) – gaboński piłkarz występujący na pozycji napastnika.

## Kariera klubowa
W swojej karierze Mbougha-Nze występował między innymi w zespole FC 105 Libreville.

## Kariera reprezentacyjna
W reprezentacji Gabonu Mbougha-Nze zadebiutował w 1992 roku. W 1996 roku został powołany do kadry na Puchar Narodów Afryki. Wystąpił na nim w meczu z Tunezją (1:1, 1:4 w rzutach karnych), a Gabon zakończył turniej na ćwierćfinale.